# PGC 11646
LEDA/PGC 11646 ist eine Galaxie im Sternbild Perseus am Nordsternhimmel. Sie ist schätzungsweise 373 Millionen Lichtjahre von der Milchstraße entfernt und hat einen Durchmesser von etwa 170.000 Lichtjahren. Vom Sonnensystem aus entfernt sich das Objekt mit einer errechneten Radialgeschwindigkeit von näherungsweise 8.200 Kilometern pro Sekunde.
Im selben Himmelsareal befinden sich unter anderem die Galaxien NGC 1175, IC 288, PGC 11669, PGC 2195195.